# Kees Brug
Kees Brug (geboortenaam Gaston Verbruggen, Boom, 20 mei 1923 - Antwerpen, 8 juli 2001) was een Vlaamse populaire all-round artiest en cabaretier.

## Biografie
Hij begon zijn carrière in 1943 samen met dorpsgenoot Bobbejaan Schoepen. 
Van 1945 tot 1947 vormden zij het duo "Two Boys en Two Guitars": van Calais tot Amsterdam brachten ze (met veel ruimte voor improvisatie) imitaties, dichtkunst, Zuid-Afrikaanse liedjes en country. Nadien scheidden zich professioneel hun wegen maar ze bleven goed bevriend. «Kees was misschien niet zo bekend als Bobbejaan, maar zeker zo geliefd», vertelt cabaretier Staf Parmentier (Het Laatste Nieuws, 13 juli 2001). 
Meer dan dertig jaar toerde hij met een eigen show door Vlaanderen en Nederland. Onder meer in de toen befaamde De Salamanders. Dat waren vijf grote zalen verspreid over Vlaanderen.
Brug presenteerde, liet het publiek lachen en ontdekte jong talent. Hij vormde onder meer een duo met Lowieke Staal, de lilliputter met de eeuwige bolhoed en dikke sigaar in de  Antwerpse Hippodroom.
Na de sluiting van De Salamanders trok Kees Brug naar Blankenberge, waar hij samen met komiek Ray Monti en zangeres Wendy (zijn vrouw) shows verzorgde in Het Witte Paard. In 1987 gaf hij er zijn laatste optreden. Zijn laatste publieke verschijning was in de Histories-documentaire (VRT) over Bobbejaan Schoepen (2001). Hij overleed datzelfde jaar na een slepende ziekte.